# William Joseph Donovan
William Joseph Donovan, soprannominato Wild Bill (Buffalo, 1º gennaio 1883 – Washington, 8 febbraio 1959), è stato un generale e agente segreto statunitense.
Donovan è ricordato principalmente come il capo in tempo di guerra dell'Office of Strategic Services durante la seconda guerra mondiale.

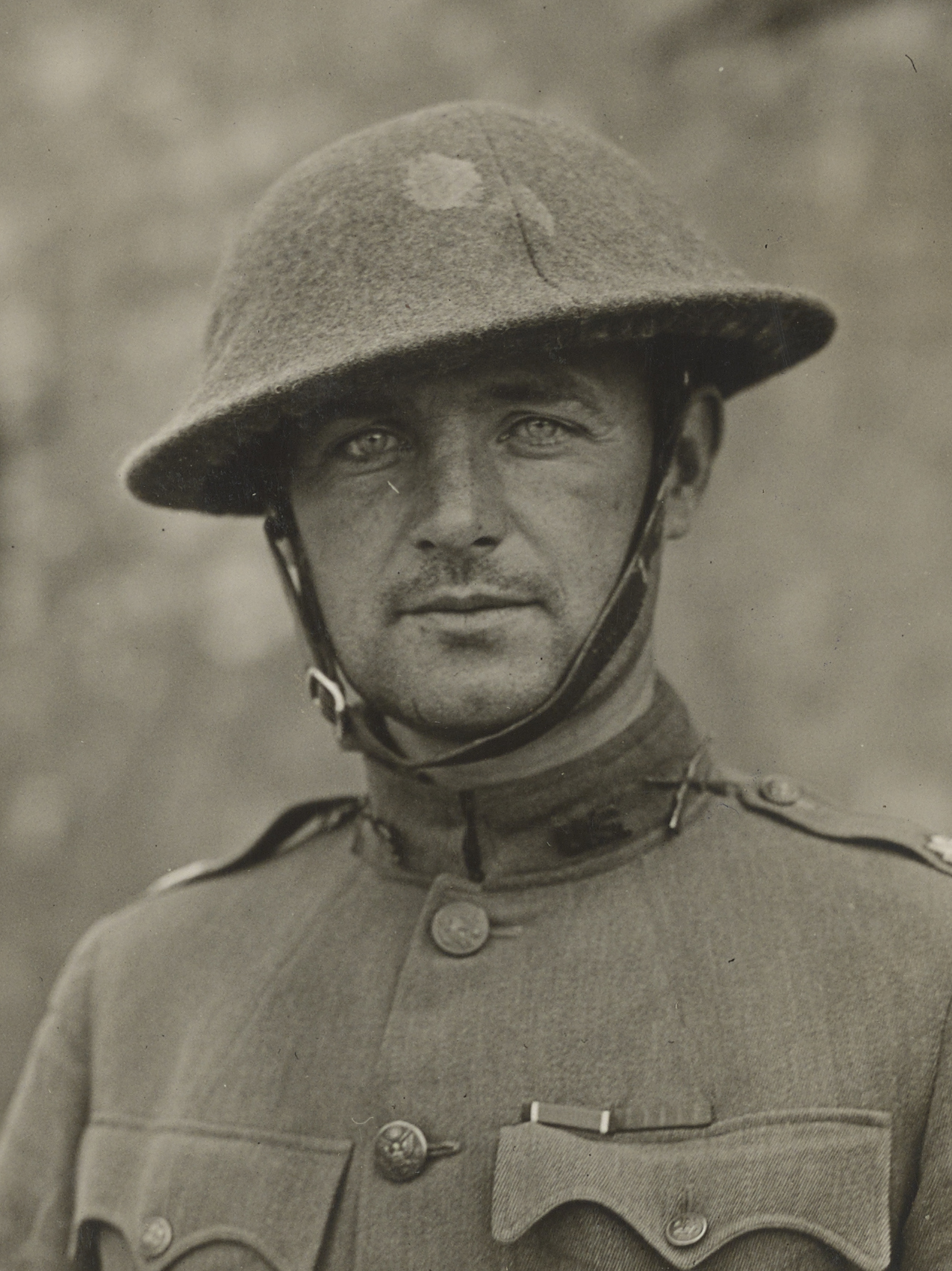
William J. Donovan, 1918

Veterano decorato della prima guerra mondiale, il generale Donavan è la sola persona che abbia ricevuto tutti e quattro i più importanti riconoscimenti negli Stati Uniti: la Medal of Honor (Medaglia d'onore), la Distinguished Service Cross (Croce per servizi distinti), la Distinguished Service Medal (medaglia per servizi distinti) e la National Security Medal (medaglia per la sicurezza nazionale). Ha anche ricevuto la Silver Star (stella d'argento) e il Purple Heart (cuore porpora).
Dagli anni '20 fu avvocato generale nel dipartimento di giustizia. Tornato in servizio con il grado di colonnello nel 1941 come responsabile dell'informazione militare, costituì nel 1942 l'OSS che guidò fino all'ottobre 1945, raggiungendo il grado di maggior generale. È considerato uno dei padri dell'intelligence americana e della CIA.

## Biografia

### Inizi
Da antenati irlandesi, Donovan nacque a Buffalo, nello Stato di New York, dagli immigrati di prima generazione Anna Letitia "Tish" Lennon e Timothy P. Donovan, provenienti rispettivamente dall'Ulster e da County Cork. Suo nonno Timothy O'Donovan (Sr.) era della città di Skibbereen, era stato cresciuto da uno zio, un sacerdote di parrocchia, e sposò la nonna di Donovan Mary Mahoney, che apparteneva a una famiglia agiata dai modi tradizionali che non lo approvava. Da giovane William, allievo prediletto di William Egan, grande teologo, sognava di diventare frate domenicano. Fu il suo stesso maestro, dal quale il ragazzo prese la passione per la lettura (leggeva ogni settimana fra i due e i tre libri), a spingerlo a concentrarsi su cose meno teoriche e più rivolte all'azione, suggerendogli di intraprendere studi di giurisprudenza. Donovan s'iscrisse allora alla facoltà di legge della Columbia University di New York, dove strinse un fruttuoso legame con Franklin Delano Roosevelt, un anno più avanti.

### Secondo dopoguerra
Fu il primo presidente del Comitato Americano per l'Europa unita.